# ОШ „Јанко Веселиновић” Београд
Основна школа „Јанко Веселиновић” једна је од основних школа на Вождовцу, једној од градских општина Београда. Назив је добила по чувеном српском књижевнику – Јанку Веселиновићу.

## Историјат
Школа је основана 1852. год. на Дорћолу. Била је то прва школа у том делу града коју су похађали само дечаци различите националности. Била је смештена у приземну зграду и имала је само четири одељења. Нова школска зграда саграђена је 1893. Добила је назив „Српска краљевска школа - Дунавски крај“ или краће „Дорћолска школа“.
Тек 1927. променила је назив захваљујући управитељу школе Богдану Васићу, који је предложио Министарству просвете да школа носи име Јанка Веселиновића. Јанко је често долазио у дорћолски крај, те је то био начин да се сачува сећање на овог књижевника.
За време окупације школа нема име. Тек 1959. године враћен је назив Јанко Веселиновић које и установа данас носи. У знак сећања на његово стваралаштво у школи су установљени „Јанкови дани“ који трају од 10. до 15. маја. Данашња  школска зграда отворена је 1969. и у њу је прешао цео колектив из старе школе са Дорћола.

## О школи
Школу данас похађа 902 ученика, смештених у 37 одељења. Школу чине два објекта. У централној згради су кабинети за музичку културу, информатику, физику, хемију, ликовну културу, продужени боравак, одељенске учионице, зборница, канцеларије и пекара. У другој згради налази се фискултурна сала, кабинет за техничко образовање и зубна амбуланта. Школа има 81 запосленог и укључени су на различите начине у наставни процес.
Настава за ученике одвија се у две смене. Прва смена од 8:00 – 13:20 , а друга од 13:00 (I –IV) односно 14:00 часова до 19:15 часова (V – VIII). Смене се мењају седмично.
У школи ради продужени боравак организован у 4 групе: за ученике првог и другог разреда.
Ученици имају могућности да учествују у различитим секцијама – литерарна, ликовна, драмска, шаховска, еколошка, географска.